# Carola Schouten
Cornelia Johanna "Carola" Schouten (’s‑Hertogenbosch, 6 de octubre de 1977) es una política neerlandesa del partido Unión Cristiana. Desde octubre de 2024 se desempeña como alcaldesa de Róterdam, siendo la primera mujer en ocupar este cargo en la historia de la ciudad. Anteriormente fue ministra de Agricultura, Naturaleza y Calidad Alimentaria en el tercer gabinete de Mark Rutte (2017–2022) y ministra para la Reducción de la Pobreza, Participación y Pensiones en el cuarto gabinete de Rutte (2022–2024). También ejerció como tercera vice primera ministra en ambos gabinetes.

## Biografía

### Formación y carrera
Schouten creció en una granja lechera en Waardhuizen, en la provincia de Brabante Septentrional. Su padre falleció cuando ella tenía nueve años, lo que la llevó a asumir, junto a su familia, diversas tareas en la explotación agrícola. Estudió Administración de Empresas en la Universidad Erasmus de Róterdam y pasó un año académico en la Universidad de Tel Aviv. Entre 2000 y 2006 trabajó en el Ministerio de Asuntos Sociales y Empleo de los Países Bajos, principalmente en temas relacionados con ingresos y empleo.

### Carrera política
Su carrera política comenzó en 2006 como asesora parlamentaria del grupo Unión Cristiana, centrada en asuntos financieros y sociales. En mayo de 2011, asumió como diputada en la Segunda Cámara del Parlamento neerlandés, en reemplazo de André Rouvoet.
En octubre de 2017 fue nombrada ministra de Agricultura, Naturaleza y Calidad Alimentaria, así como tercera vice primera ministra, dentro del gabinete Rutte III. Durante su gestión enfrentó una compleja crisis relacionada con las emisiones de nitrógeno y la política ganadera. Implementó regulaciones para reducir el uso de fósforo en la agricultura y lideró medidas para cumplir con las normas medioambientales europeas. Estas decisiones generaron protestas por parte del sector agrícola, que se intensificaron en 2019 y 2020.
Tras las elecciones generales de 2021, Schouten continuó como tercera vice primera ministra en el gabinete Rutte IV, donde fue designada ministra sin cartera adscrita al Ministerio de Asuntos Sociales y Empleo, encargada de las políticas de reducción de la pobreza, participación social y pensiones. En esta función implementó el Fondo de Emergencia Energética para asistir a hogares vulnerables durante la crisis de precios de la energía. También impulsó una importante reforma del sistema de pensiones neerlandés, adoptada en 2023, que introdujo un modelo más individualizado, cuya aplicación está prevista para 2028. La reforma generó cierto debate parlamentario, incluyendo un voto de censura que fue rechazado por amplia mayoría.
En septiembre de 2022 asumió temporalmente el Ministerio de Agricultura tras la salida de Henk Staghouwer, hasta el nombramiento de Piet Adema un mes después.

### Alcaldesa de Róterdam
El 10 de octubre de 2024, Carola Schouten fue nombrada alcaldesa de Róterdam. Su designación marcó un hito histórico, al convertirse en la primera mujer en asumir dicho cargo.

## Vida personal
Schouten es miembro de la Iglesia Reformada Libre. Vive en Róterdam, es soltera y madre de un hijo. Se ha mantenido alejada del foco mediático en cuanto a su vida privada, aunque ha mencionado en entrevistas que su experiencia en el entorno rural influyó profundamente en su visión política, especialmente en temas relacionados con el medio ambiente, la agricultura y la equidad social. Una de sus hermanas, Marjan van der Meij-Schouten, también ha estado activa en política local por el mismo partido.

## Distinciones y reconocimientos
En 2011 fue nombrada "Talento político del año" por la prensa parlamentaria neerlandesa. En 2018 fue condecorada con la Orden de la Cruz de Terra Mariana de primer grado, otorgada por Estonia, en reconocimiento a su cooperación internacional.